# Znanstvena studija
Znanstvena studija, vrsta je znanstvenog djela, najčešće djelo nekog istraživačkog tima za koje naručitelj povjerava izradu specijaliziranim znanstveno-istraživačkim organizacijama (znanstvenim institutima ili znanstvenim zavodima) ili visokim učilištima. Srodna je znanstvenom projektu. Kao studija, djelo je većeg opsega kao ishod istraživanja, proučavanja nekog užeg stručnog problema ili problematike.